# 只越村
只越村（ただこしむら）はかつて岐阜県本巣郡に存在した村である。
現在の瑞穂市只越などに該当する。

## 歴史
- 1889年（明治22年）7月1日 - 町村制により、只越村が発足。
- 1897年（明治30年）4月1日 - 本田村と合併し、本田村が発足。同日只越村は廃止。